# Blohm & Voss BV 238
Il Blohm & Voss BV 238 fu un idrovolante da trasporto a scafo centrale, esamotore e monoplano ad ala alta sviluppato dall'azienda aeronautica tedesca Blohm & Voss GmbH nei primi anni quaranta del XX secolo. Destinato ai reparti della Luftwaffe, riuscì ad essere realizzato in un solo esemplare completo, utilizzato durante le fasi finali della seconda guerra mondiale. Al 1944 era il più pesante velivolo mai prodotto fino ad allora e il più pesante realizzato tra le forze aeree dell'asse.

## Storia del progetto
Il prototipo BV 238 V1, dopo un primo tentativo effettuato il giorno precedente, venne portato in volo per la prima volta il 14 marzo 1944 spinto da sei Daimler-Benz DB 603, motori 12 cilindri a V rovesciata in grado di esprimere una potenza pari a 1 750 CV (1 287 kW) ciascuno, posizionati su tre gondole fronte marcia per ciascuna ala.
La sua apertura alare era di 57,75 m e la sua velocità di ammaraggio di 143 km.

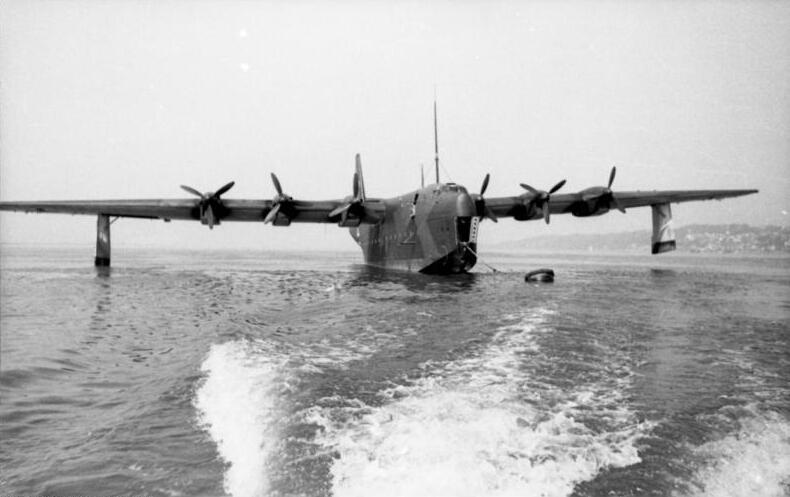
Blohm & Voss BV 238 V1 all'ormeggio il 15 giugno 1944

L'ormai onnipresente aviazione degli Alleati rese troppo rischioso effettuare altri collaudi sul fiume Elba, sicché i tecnici della Luftwaffe trasferirono l'unico esemplare completato sullo Schaalsee (Lago di Schaal), da dove il grande idrovolante si alzò in volo raggiungendo quasi Amburgo, facendo talvolta delle soste tecniche a Travemünde. Il BV 238 fu quindi portato a Seedorf, sempre sul Schaalsee, mimetizzato per nasconderlo agli Alleati. Il 18 settembre tre caccia North American P-51 Mustang statunitensi del 361st Fighter Group notarono un'ala tra la vegetazione. Capito che si trattava di un aereo, aprirono il fuoco fino a farlo esplodere e affondare. L'intelligence identificò l'aereo come un BV 222 "Wiking", un altro grande idrovolante in forza alla Luftwaffe. Il relitto, di cui ancora si scorgeva una parte dell'ala rimasta fuori dall'acqua, giacque sul fondo del lago fino al 1947, quando venne rimosso da una ditta specializzata.
L'identità dei piloti statunitensi rimase ignota fino al 1997, quando l'asso dell'aviazione statunitense Lt. Urban "Ben" Drew dichiarò ai giornalisti di aver dato il colpo di grazia all'idrovolante tedesco. Il suo gregario era William D. Rogers. Intervistato dalla rete televisiva britannica BBC per apparire in un documentario, Drew ignorava ancora il nome dell'aereo da lui affondato. La redazione lo informò allora che dai dati acquisiti durante le ricerche risultava che in quell'azione fosse stato distrutto effettivamente il BV 238, distaccato sul lago Schaal per test di volo. In realtà Drew e gli altri piloti attaccarono l'idroscalo dell'isola di Rügen (lo stesso Drew nelle sue memorie ammise di aver attaccato un idroscalo, e non un semplice approdo) dove incendiarono e affondarono il 18 settembre 1944 un idrovolante di costruzione francese Potez-CAMS 161, anch'esso esamotore e anch'esso con un'apertura alare vicina a quella del BV 222. Gli autori del vero affondamento del BV 238 sarebbero stati, il 24 aprile 1945, quattro cacciabombardieri Hawker Typhoon della RAF. Drew avrebbe solamente danneggiato l'aereo senza però distruggerlo.
La costruzione degli altri due prototipi V2 e V3, a quali era stata leggermente modificata l'ala e che modificava la loro apertura alare a 60,17 m, non riuscì mai ad essere completata. Venne inoltre costruito un grande modello in scala 1:4, realizzato dalla Flugtechnische Fertigungsgemeinschaft GmbH di Praga. Identificato come FFG Prag FG 227 (o FFG FG 227) aveva il compito di acquisire dati per il programma ma durante il primo volo di collaudo dovette effettuare un atterraggio forzato non riuscendo a contribuire allo sviluppo del BV 238.

## Utilizzatori
Germania
- Luftwaffe

## Curiosità
Un esemplare di BV 238 compare nel film d'animazione Lupin III - The First, utilizzato da un gruppo di neonazisti antagonisti di Lupin.

### Pubblicazioni
- Alberto Sgarlato, Come fu distrutto il Bv 232, in Aerei nella storia, nº 90, giugno-luglio 2013, ISSN 1591-1071 (WC · ACNP).